# Andres Gerber
Andres Gerber (* 26. April 1973) ist ein ehemaliger Schweizer Fussballspieler. In der Saison 2009/10 trat er vom aktiven Profifussball zurück und war bis 2020 als Sportchef und Assistenztrainer beim Challenge-League-Club FC Thun tätig. 2020 wurde er zum Präsidenten des FC Thun gewählt.

## Karriere als aktiver Fussballer
Als Junior spielte Gerber beim FC Belp und bei den Young Boys Bern (kurz YB). Bei YB schaffte er auch den Sprung in den Profifussball. Weitere Stationen seiner Laufbahn waren FC Lausanne-Sport (1998–2000) sowie Grasshopper Zürich (2000–2003).
Im Jahr 2003 wechselte er zum Berner Oberländer Verein FC Thun, mit dem er seine grössten Erfolge feierte. Von 2002 bis 2008 spielte der Mittelfeldspieler in der höchsten Schweizer Liga, der Super League, und bestritt mit dem FC Thun ausserdem zwei Spiele in der Champions League, eines davon trotz einer Achillessehnenverletzung.
Nachdem der FC Thun 2008 in die Challenge League abgestiegen war, absolvierte Gerber 2008/09 als Mannschaftscaptain noch 15 Partien, ehe er sich erneut verletzte. Dieser Zwischenfall beeinflusste seine weitere Karriere erheblich.

## Berufliche Übergangsphase
Für Andres Gerber begann eine Job-Odyssee. Zuerst assistierte er während seiner Verletzungspause dem damaligen Trainer Hansruedi Baumann, und nach dessen Entlassung fungierte er bis zum Ende der Saison 2008/09 als Cheftrainer. Unter seiner Führung gewann die zuvor eher glücklose Mannschaft zwei von drei Partien, wodurch er sich für eine Weiterbeschäftigung empfahl.

## Vom Assistenztrainer über den Sportchef zum Präsidenten
Am 5. Juni 2009 engagierte der FC Thun Murat Yakin als neuen Trainer. Der zu diesem Zeitpunkt immer noch nicht vollständig genesene 36-jährige Andres Gerber entschied sich hierauf, vom aktiven Profifussball zurückzutreten. Der FC Thun verpflichtete den ehemaligen Spieler schliesslich als Assistenztrainer, eine Funktion, die er bis Ende Saison 2008/09 ausübte. Gleichzeitig übernahm er bereits das Amt des Sportchefs. Von diesem Amt trat er Ende August 2020 zurück, nachdem er in einer brieflichen  Wahl von den Aktionärinnen und Aktionären mit überwältigender Mehrheit als Nachfolger des langjährigen Präsidenten Markus Lüthi zum Präsidenten und Vorsitzenden der Geschäftsleitung der FC Thun AG gewählt worden war. Sein Nachfolger als Sportchef wurde sein Assistent Dominik Albrecht.